# Paullinia scabra
Paullinia scabra är en kinesträdsväxtart som beskrevs av George Bentham. Paullinia scabra ingår i släktet Paullinia och familjen kinesträdsväxter. Inga underarter finns listade i Catalogue of Life.